# Carex conferta
Carex conferta là một loài thực vật có hoa trong họ Cói. Loài này được Hochst. ex A.Rich. mô tả khoa học đầu tiên năm 1850.